# Alfred Rohde (Politiker)
Alfred Rohde (* 21. April 1921 in Dresden; † 30. Januar 1990) war ein deutscher Politiker. Er war Mitglied des Zentralkomitees (ZK) der Sozialistischen Einheitspartei Deutschlands (SED) und von 1971 bis 1989 1. Sekretär der SED-Gebietsleitung Wismut Karl-Marx-Stadt.

## Leben
Rohde wurde als Sohn eines Schlossers und einer Fabrikarbeiterin geboren. Bis Ostern 1935 besuchte er die Volks- und Berufsschule. Zwischen April 1935 und Februar 1939 erlernte er den Beruf des Maschinenschlossers, anschließend war er von März 1939 bis Oktober 1940 in diesem Beruf in Dresden und von Oktober 1940 bis März 1942 in Leipzig tätig. Von März 1942 bis Mai 1945 leistete er Kriegsdienst bei der Wehrmacht. Von Mai bis September 1945 befand sich Rohde in britischer Kriegsgefangenschaft in Schleswig-Holstein. Nach seiner Entlassung arbeitete er bis Dezember 1950 wieder als Maschinenschlosser in Dresden.
Im September 1945 trat er der Sozialdemokratischen Partei Deutschlands bei, 1946 wurde er Mitglied der SED. Außerdem trat er 1946 dem Freien Deutschen Gewerkschaftsbund bei. Von 1946 bis 1950 war er BGL-Vorsitzender sowie nach einem Besuch der Landesparteischule „Ernst Thälmann“ in Meißen von Januar bis November 1951 Sekretär der SED-Grundorganisation im VEB Universelle-Werke Dresden und Mitglied einer SED-Stadtbezirksleitung in Dresden. Von Dezember 1951 bis Juni 1952 war er Leiter der Organisations- und Instrukteur-Abteilung der SED-Kreisleitung Dresden und von Juli 1952 bis Februar 1953 Leiter der Abteilung Parteiorgane und Massenorganisationen der SED-Kreisleitung Dresden-Land
Von Februar 1953 bis September 1955 nahm er am ersten Dreijahrlehrgang  an der Parteihochschule „Karl Marx“ teil. Sein Studium schloss er als Diplom-Gesellschaftswissenschaftler ab. Von November 1955 bis Juni 1966 war er als Instrukteur der Abteilung Parteiorgane politischer Mitarbeiter im ZK der SED, von Juni 1966 bis Februar 1971 fungierte er als Zweiter und anschließend – nach dem Tod von Kurt Kieß – bis zum 12. November 1989 als Erster Sekretär der SED-Gebietsleitung Wismut Karl-Marx-Stadt. Von 1971 bis 1989 war Rohde Mitglied des ZK der SED sowie Abgeordneter der Volkskammer. 
Rohde setzte am 30. Januar 1990 seinem Leben ein Ende.

## Auszeichnungen
- Vaterländischer Verdienstorden in Bronze (1968), in Silber sowie in Gold (1986)
- Karl-Marx-Orden (1981)
- Banner der Arbeit (1984)
- Verdienstmedaille der DDR
- Artur-Becker-Medaille
- Leninorden (UdSSR)